# Уманець Дем'ян Пилипович
Дем'ян Пилипович Уманець (? — 1687) — представник глухівсько-ніжинської династії Уманців, протопіп соборної Троїцької церкви у Глухові (є відомості за 1680 рік).

## Життєпис
Його батько Уманець Пилип Іванович (? — після 1674) тричі обирався Глухівським сотником в 1653—1668 роках. Він обіймав також уряд Ніжинського полковника у 1669—1674 роках
Володів селом Студенком та слободою Сліпород.
Діти
- Петро (?-1726) — бунчуковий товариш. Батько шести доньок[2].
- Семен — Глухівський міський отаман та Глухівський сотенний отаман (є відомості за 1718 р.). Володів частиною Годунівки[2].